# William E. Tou Velle

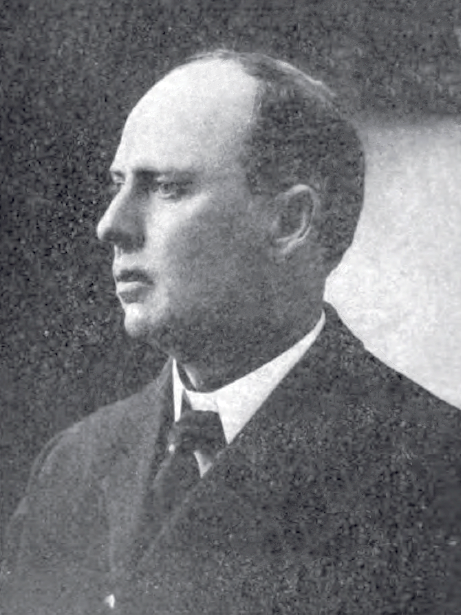
William E. Tou Velle

William Ellsworth Tou Velle (* 23. November 1862 in Celina, Ohio; † 14. August 1951 ebenda) war ein US-amerikanischer Politiker. Zwischen 1907 und 1911 vertrat er den Bundesstaat Ohio im US-Repräsentantenhaus.

## Leben
William Tou Velle besuchte die öffentlichen Schulen seiner Heimat und danach bis 1879 die Celina High School. Zwischen 1885 und 1888 war er Posthalter in seiner Geburtsstadt Celina. Nach einem Jurastudium an der Cincinnati Law School und seiner 1889 erfolgten Zulassung als Rechtsanwalt begann er in Celina in diesem Beruf zu arbeiten. Gleichzeitig schlug er als Mitglied der Demokratischen Partei eine politische Laufbahn ein.
Bei den Kongresswahlen des Jahres 1906 wurde Tou Velle im vierten Wahlbezirk von Ohio in das US-Repräsentantenhaus in Washington, D.C. gewählt, wo er am 4. März 1907 die Nachfolge von Harvey C. Garber antrat. Nach einer Wiederwahl konnte er bis zum 3. März 1911 zwei Legislaturperioden im Kongress absolvieren. Im Jahr 1910 verzichtete er auf eine weitere Kandidatur. Nach seiner Zeit im US-Repräsentantenhaus praktizierte Tou Velle wieder als Anwalt. Außerdem wurde er Präsident der First National Bank of Celina. Er starb am 14. August 1951 in Celina.